# Jean-Baptiste Chanfreau
Jean-Baptiste Chanfreau (* 17. Januar 1947 in Chanzy; † 9. Mai 2021 in Marseille) war ein französischer Tennisspieler.

## Karriere
Chanfreau nahm 1966 sowohl an den Internationalen französischen Meisterschaften, die später als French Open ausgetragen wurden, als auch an den Wimbledon Championships teil, schied aber in beiden Einzelkonkurrenzen in der ersten Runde aus.
Erste größere Erfolge im Einzel stellten sich 1971 ein. Im Januar erreichte er in Australien die Viertelfinalrunden von zwei Turnieren. Im Juli schied er in Newport gegen den Briten Roger Taylor im Halbfinale aus. Dies blieb bis zu seinem Karriereende das beste Einzelergebnis auf der World Tour.
Im Doppel konnte er besser Ergebnisse für sich verbuchen. Da er hier 1972 Wanaro N’Godrella in Seattle und 1974 mit Georges Goven in Philadelphia jeweils das Finale erreichte, wo sie sich aber ihren Gegners geschlagen geben mussten. Im Mixed gelang ihm 1968 an der Seite von Gail Sherriff der Turniersieg in Deauville.
Für die französische Davis-Cup-Mannschaft trat Chanfreau 1970 und 1973 in vier Begegnungen an; er gewann dabei drei von vier Matches.

## Persönliches
Zwischenzeitig war Chanfreau mit der australischen Tennisspielerin Gail Sherriff verheiratet, die zu ihm nach Frankreich zog.

## Erfolge

### Doppel

#### Finalteilnahmen
| Nr. | Datum              | Turnier      | Belag       | Partner           | Finalgegner             | Ergebnis      |
| --- | ------------------ | ------------ | ----------- | ----------------- | ----------------------- | ------------- |
| 1.  | 11. September 1972 | Seattle      | Teppich (i) | Wanaro N’Godrella | Ross Case Geoff Masters | 6:4, 6:7, 4:6 |
| 2.  | 21. Januar 1974    | Philadelphia | Teppich (i) | Georges Goven     | Pat Cramer Mike Estep   | 1:6, 1:6      |